# Demetrios Komnenos Dukas
Demetrios Komnenos Dukas (mittelgriechisch Δημήτριος Κομνηνός Δούκας; * um 1220 wohl in Arta; † wohl 1247 in Lentiana) war von 1244 bis zu seiner Absetzung 1246 Herrscher von Thessaloniki.

## Leben
Demetrios war der jüngere Sohn von Theodoros I. Komnenos Dukas und Maria Petraliphaina. Somit war er väterlicherseits ein Ururenkel des byzantinischen Kaisers Alexios I. Komnenos und der Irene Dukaina. Sein Vater herrschte seit 1215 über den byzantinischen Nachfolgestaat Epirus und beanspruchte nach der Eroberung des lateinischen Königreich Thessaloniki 1224 den Kaisertitel in Rivalität zu Johannes III. Dukas Batatzes, dem Herrscher des Kaiserreichs Nikaia.
Nach der vernichtenden Niederlage in der Schlacht von Klokotniza am 9. März 1230 geriet Demetrios zusammen mit seinen Eltern und Geschwistern in bulgarische Gefangenschaft. Als seine Schwester Irene 1237 in Tarnowo den verwitweten bulgarischen Zaren Iwan Assen II. heiratete, wurde Demetrios zusammen mit seinem zwischenzeitlich geblendeten Vater Theodoros und seinem älteren Bruder Johannes Komnenos Dukas freigelassen. Sie kehrten nach Thessaloniki zurück, wo sie eine Revolte gegen Theodoros’ Bruder Manuel Komnenos Dukas anstifteten, der die Stadt seit 1230 de facto als bulgarischer Vasall regierte. Manuel wurde gestürzt und Johannes als neuer Herrscher über Thessaloniki eingesetzt. Als Johannes sich 1242 dem nikäischen Kaiser Johannes III. unterwarf, erhielt auch sein jüngerer Bruder Demetrios die Despotenwürde.
Beim Tode seines Bruders 1244 übernahm Demetrios die Herrschaft über Thessaloniki. Er zeigte wenig Begabung für die Regierungsgeschäfte und gab sich Ausschweifungen hin, so dass er kaum Rückhalt unter den führenden Aristokratenfamilien der Stadt genoss. Als Johannes III. sich während seiner Offensive gegen das bulgarische Reich in Melnik aufhielt, verschworen sich die Magnaten gegen Demetrios und lieferten die Stadt im Dezember 1246 an die kaiserlichen Truppen aus. Der Despot wurde abgesetzt und auf die Festung Lentiana in Bithynien verbannt, wo er kurze Zeit später starb. Thessaloniki wurde dem expandierenden Kaiserreich Nikaia einverleibt.